# Jukka Voutilainen
Jukka Voutilainen (* 14. Mai 1980 in Kuopio) ist ein finnischer Eishockeyspieler, der zuletzt bei den Schwenninger Wild Wings in der Deutschen Eishockey Liga (DEL) unter Vertrag stand.

## Karriere
Voutilainen begann seine Karriere 1995 in der C-Junioren-Mannschaft von KalPa Kuopio, für die er bis 2000 alle Nachwuchsmannschaften durchlief. 2001 erfolgte schließlich der Wechsel in die SM-liiga zu Jokerit Helsinki, mit denen er 2002 Finnischer Meister wurde. Nach dem bisher größten Erfolg seiner Karriere verpflichtete der HPK Hämeenlinna den Stürmer. In den folgenden drei Spielzeiten wurde Voutilainen abermals Finnischer Meister und gewann die Matti-Keinonen-Trophäe für die beste Plus/Minus-Wertung der Saison.
Im Jahr 2006 ging Voutilainen in die schwedische Elitserien zum HV71, mit dem er in den folgenden Jahren zweimal die schwedische Meisterschaft gewann und viele persönliche Auszeichnungen erhielt. So war er in den Play-offs 2008 sowohl bester Torschütze als auch Topscorer. Zudem gehörte Voutilainen stets zu den besten Scorern innerhalb seines Teams. 2012 entschied er sich für eine Rückkehr zu seinem Stammverein aus Kuopio, bei dem er ab 2013 als Mannschaftskapitän agierte. Im Februar 2014 wurde er von KalPa bis Saisonende an Tappara Tampere ausgeliehen. Mit Tappara erreichte Voutilainen das Playoff-Finale, in dem sich Kärpät Oulu mit 4:3-Siegen durchsetzte. Anschließend kehrte Voutilainen zu KalPa zurück, ehe er im Juni 2015 von den Schwenninger Wild Wings aus der Deutschen Eishockey Liga (DEL) unter Vertrag genommen wurde. Allerdings absolvierte er kein Pflichtspiel für die Wild Wings, so dass sein Vertrag im Oktober 2015 aufgelöst wurde.

## Erfolge und Auszeichnungen
- 2002 Finnischer Meister mit Jokerit Helsinki
- 2005 Matti-Keinonen-Trophäe
- 2006 Finnischer Meister mit dem HPK Hämeenlinna
- 2008 Bester Plus/Minus-Wert der Elitserien-Hauptrunde
- 2008 Schwedischer Meister mit dem HV71
- 2008 Topscorer der Elitserien-Playoffs
- 2008 Bester Torschütze der Elitserien-Playoffs
- 2009 Schwedischer Vizemeister mit HV71
- 2010 Schwedischer Meister mit HV71
- 2014 Finnischer Vizemeister mit Tappara Tampere